# Gösta Runö
Gösta Otto Runö (ur. 9 grudnia 1896 w Sztokholmie, zm. 10 marca 1922 niedaleko Linköping) – szwedzki pięcioboista nowoczesny, brązowy medalista igrzysk olimpijskich w Antwerpii.
Zginął w katastrofie lotniczej pilotowanego przez siebie samolotu Phönix D.III.